# Janela da Alma
Janela da Alma é um documentário dos diretores brasileiros João Jardim e Walter Carvalho que apresenta os problemas visuais de pessoas com miopia e cegueira.
Em uma votação com dezenas de críticos e pesquisadores de cinema organizada pela Associação Brasileira de Críticos de Cinema, o filme foi eleito como um dos melhores documentários da história do cinema brasileiro.

## Produção
O filme é composto de 19 depoimentos de pessoas com problemas visuais. A ideia surgiu da vivência do diretor João Jardim, que achava que o fato ter uma miopia muito grande teria influenciado em sua personalidade e até mesmo em sua vida. Entre os entrevistados estão José Saramago, Manoel de Barros, Eugene Bavcar, Agnès Varda e Wim Wenders.
Dezenove pessoas com diferentes graus de deficiência visual, da miopia discreta à cegueira total, falam como se veem, como veem os outros e como percebem o mundo. O escritor José Saramago, o músico Hermeto Paschoal, o cineasta Wim Wenders, entre outros, fazem revelações pessoais e inesperadas sobre vários aspectos relativos à visão.

## Elenco
- Hermeto Pascoal
- José Saramago
- Paulo Cezar Lopes
- Antonio Cícero
- Wim Wenders
- Eugen Bavcar
- Marieta Severo
- Carmela Gross
- Jessica Silveira
- João Ubaldo Ribeiro
- Walter Lima Júnior
- Oliver Sacks
- Manoel de Barros
- Arnaldo Godoy
- Madalena Godoy
- Marjut Rimminen
- Agnès Varda
- Hanna Schygulla
- Raimunda da Conceição Filha